# María Margarita Giraldo
María Margarita Giraldo Gutiérrez (Bogotá, 18 de enero de 1950) es una actriz y cantante colombiana, hija de la reconocida actriz Teresa Gutiérrez y hermana de Miguel Varoni. Es conocida por interpretar a Raquel de Uribe en la telenovela Pasión de gavilanes y a doña Ruca en la telenovela Vecinos.

## Carrera
Comienza su carrera en 1975; su primera aparición fue en la novela La tía es el gordo, al año siguiente en el programa del humor Sábados Felices, a finales de los años 70 la actriz continúa actuando en las novelas por interpretaciones como "La Gringa" en Don Chinche. En 1994 se integra al elenco de la serie O todos en la cama. En 1997 interpretó a Inesita Cuervo en La mujer del presidente.
Su papel más reconocido es el de Raquel Santos de Uribe en Pasión de gavilanes. En 2007 se integra al elenco de El Zorro: la espada y la rosa como Azucena. En 2012 actuó como Delfina en El secretario. En el 2016 fio vida a Erecinda, viuda de Cucalón en la reconocida saga de películas "El Paseo 4".

## Filmografía

### Televisión
- Manual Para Ninjas (2016) — Tia Gladys
- Yo soy Franky (2016) — Doña Inés
- Mujeres al límite (2013) —  Doña Magdalena / Eulalia Rosas De Morales
- Historias clasificadas (2012) — (1 episodio)[4]
- Escobar, el patrón del mal (2012)
- Tu voz estéreo (2011-2013) — Varios personajes
- A corazón abierto (2011) — Madre de Javier
- El secretario (2011) — Delfina
- Mujeres al límite (2011) — Eulalia Rosas de Morales
- Bella calamidades (2010) — Agapita de Parrado
- Los Victorinos (2009) — Aurora Gallardo
- Mental (2009) — Esther Abramson
- Vecinos (2008-2009) — Ruca Leal
- Sin senos no hay paraíso (2008) — Eloiza de Barragán
- El Zorro: la espada y la rosa (2007) — Azucena
- Floricienta (2006-2007) — Rectora
- Decisiones (2006)
- La tormenta (2005-2006) —  María Lucía Marrero.
- Pasión de gavilanes (2003-2004) — Raquel Santos de Uribe
- Amor a la plancha (2003) — Ofelia
- La venganza (2002) — Matilda Gómez
- Ecomoda (2001) — Eugenia Cifuentes de Mora
- La baby sister (2000) — Ofelia Chitiva
- Tan cerca y tan lejos (1999)
- El amor es más fuerte (1998) — Alicia
- La mujer del presidente (1997) — Inesita Cuervo.
- O todos en la cama (1994) — Mama de Eduardo
- El Oasis (1994) — Magdalena
- Bendita mentira (1992) — Zulma.
- Los pecados secretos (1991) — Bárbara
- La casa de las dos palmas (1990) — Nuncia.
- Los cuervos (1986)
- Don Chinche (1985) — La Gringa
- El cazador nocturno (1980)
- Sur verde (1980) — Isabel de Howard "La Aparecida".
- La abuela (1979)
- La marquesa de Yolombó (1978)
- La tía es el gordo (1975)

## Programas
- Sábados felices (1976-1978)

## Cine
- El paseo 4 (2016) — Erencinda La suegra
- El paseo (2010) — Carmelita La suegra

## Premios y nominaciones

### Premios India Catalina
| Año  | Categoría                     | Telenovela o serie | Resultado |
| ---- | ----------------------------- | ------------------ | --------- |
| 2009 | Mejor actriz/actor de reparto | Vecinos            | Nominada  |